# Barbosella gardneri
Barbosella gardneri är en orkidéart som först beskrevs av John Lindley, och fick sitt nu gällande namn av Rudolf Schlechter. Barbosella gardneri ingår i släktet Barbosella och familjen orkidéer. Inga underarter finns listade i Catalogue of Life.

## Bildgalleri

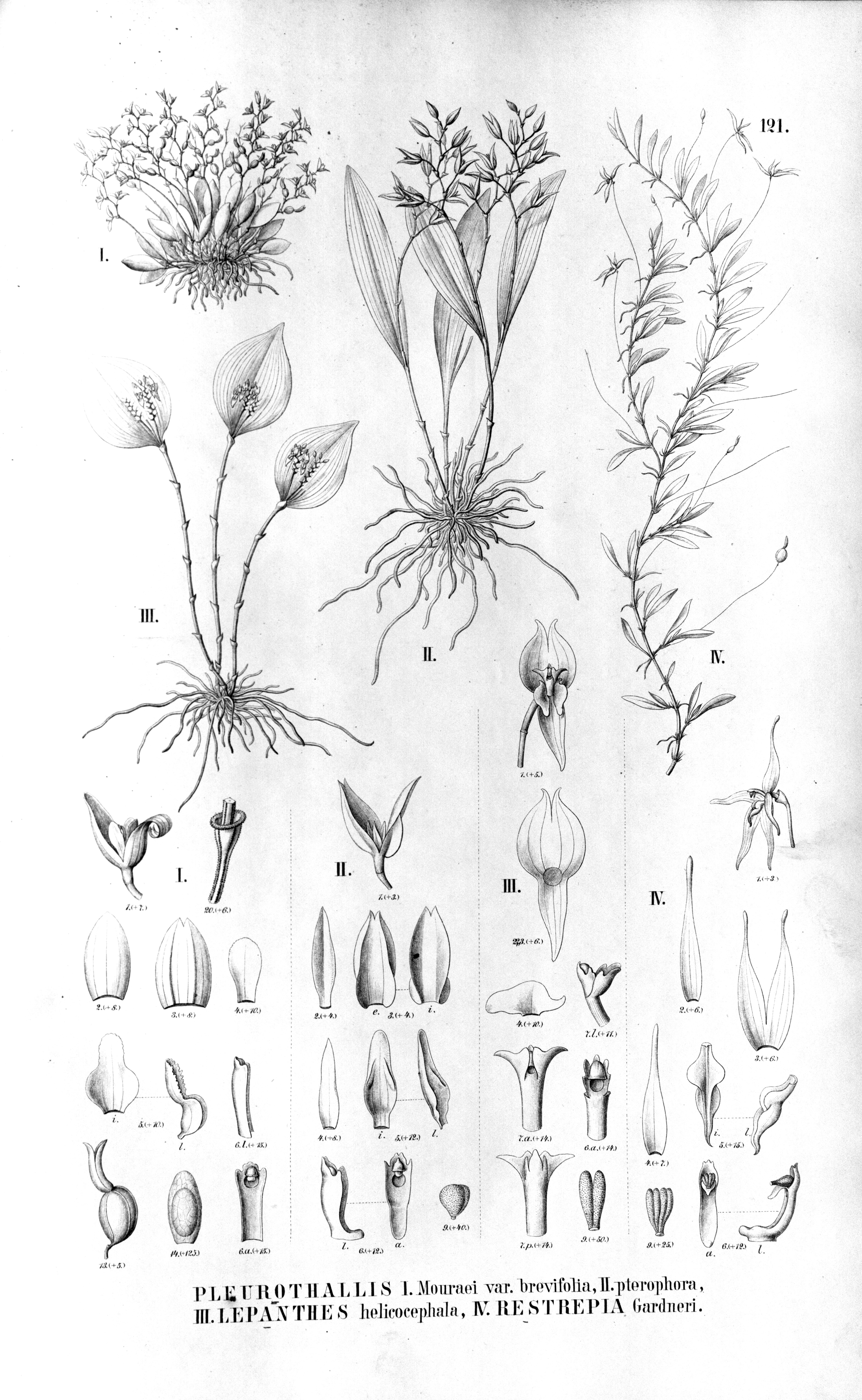
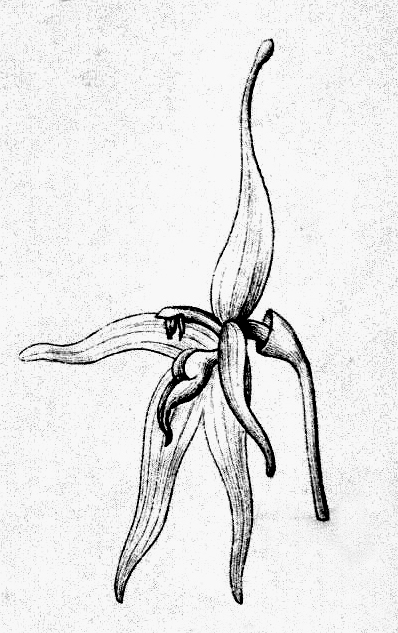
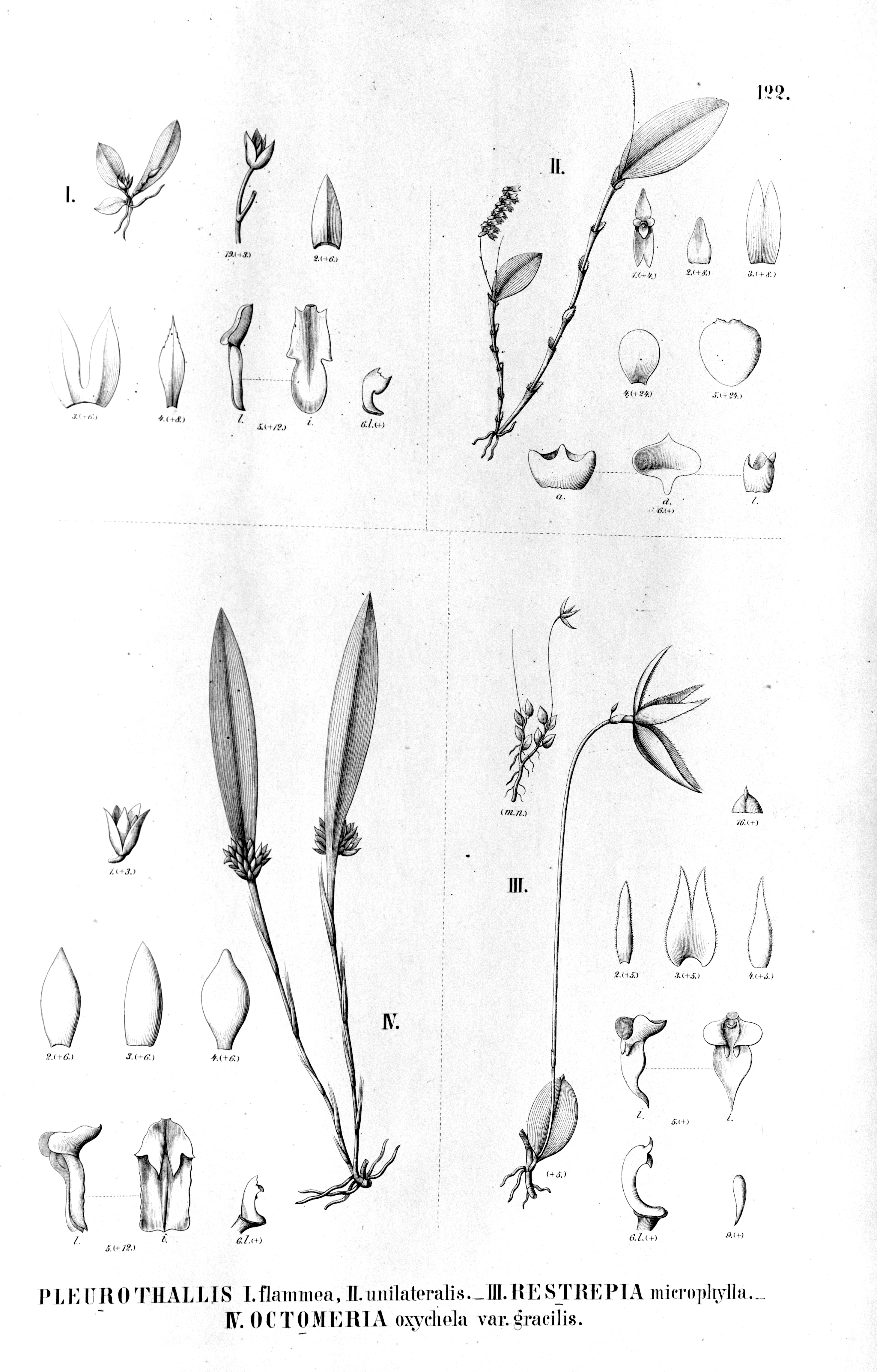
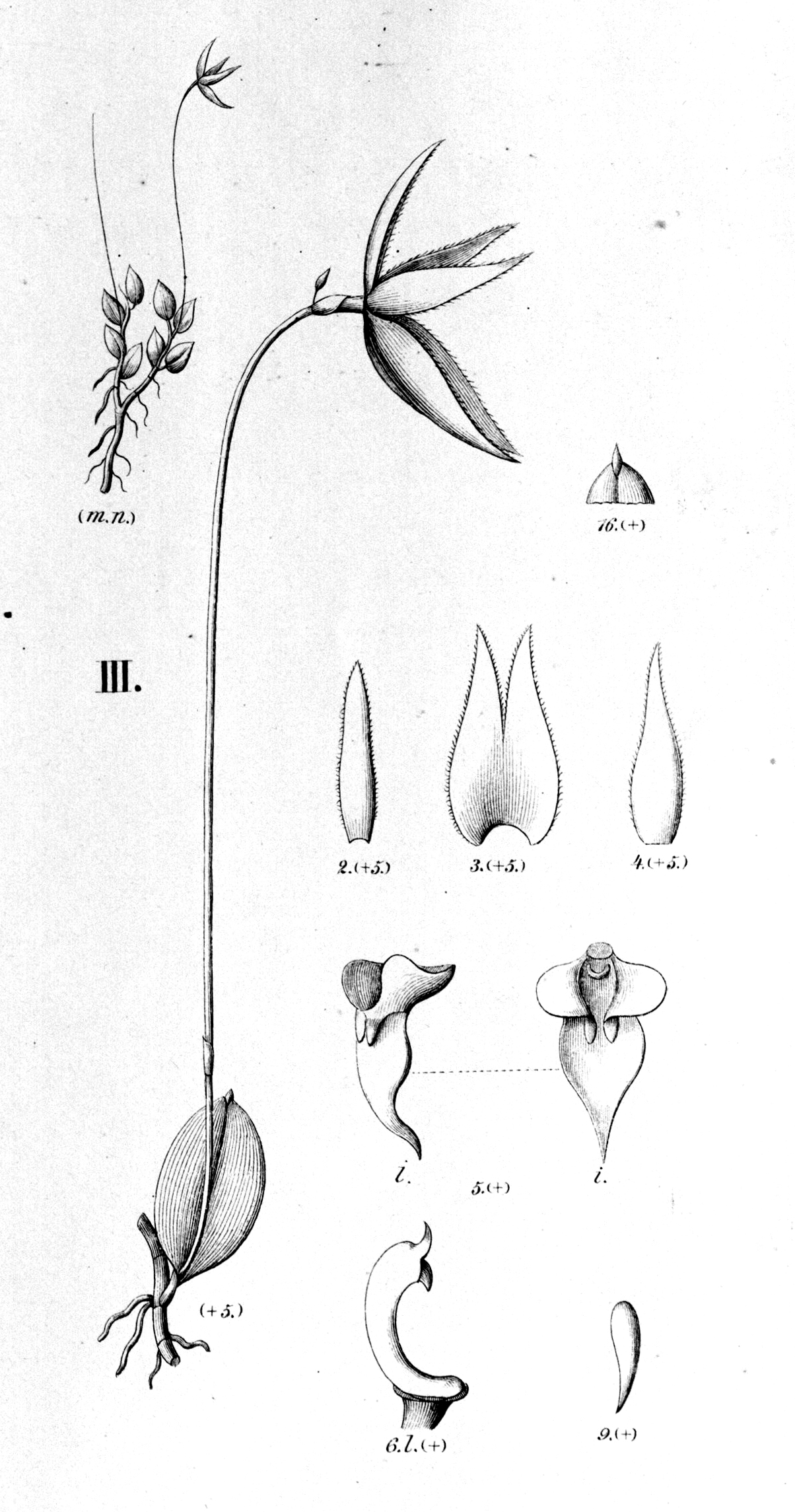